# Нате! (группа)
«Нате!» — советская и российская рок-группа из Ленинграда, основанная Святославом Задерием в 1986 году после ухода из «Алисы». Название группа получила в честь стихотворения Маяковского по предложению Константина Кинчева. Задерий — единственный бессменный участник коллектива, его идейный вдохновитель и продюсер.

## История

### 1980-е
В первый состав «Нате!» вошли гитарист Игорь Борисов, басист Михаил Малин, клавишник Алексей Пэйн и барабанщик Дмитрий Бучин. Сценический дебют «Нате!» состоялся 7 марта 1987 в ДК Пищевиков на праздновании шестилетия Ленинградского рок-клуба, затем последовали гастроли в Москве и неудачное выступление на V Фестивале рок-клуба, буквально накануне которого к «Нате!» присоединился саксофонист Александр Журавлёв.
Следствием неудачи стала радикальная смена состава: вместо Малина на бас пришел Михаил Виноградов (Дубов), а Бучина за барабанами сменил Сергей Наветный. В таком составе «Нате!» блестяще выступила на фестивале «Черноголовка-87», проехала с гастролями по стране и поучаствовала в десятке региональных рок-фестивалей. Осенью 1987 года ушедшего в «Алису» Журавлёва подменил Дмитрий Фёдоров, а за Пэйна на клавишах время от времени играл Павел Кондратенко.
Насыщенную творческую жизнь коллектива подробно документирован ежемесячник Андрея Бурлаки «РИО», регулярно публиковавший концертные рецензии и репортажи с гастролей. В январе 1988 года Задерий стал лицом обложки ежемесячника и дал программное интервью.
Весной 1988 состав группы вновь изменился: место гитариста занял Александр Ошибченко, за клавиши встал Андрей Селюнин (брат Сергея Селюнина, лидера группы «Выход»), на бас пришел Олег Малый. Игорь Борисов ушёл в «Поп-Механику», а Виноградов (Дубов) влился в новую группу «Духи». На VI Фестивале рок-клуба в составе «Нате!» на сцене вышли альтист Иван Воропаев и Михаил Малин на терменвоксе, который впоследствии часто использовался в музыке группы.
Выступление на Шестом рок-клубовском фестивале имело большой успех. В ходе выступления Задерий прочел обращение отечественных рок-музыкантов к правительству, сочиненное московским журналистом Ильей Смирновым.
На тот момент «Нате!» достигла пика творческой формы. Группу выделяли за узнаваемый мелодический язык, изобретательные аранжировки, рок-н-ролльный драйв, остроумные тексты, направленные против разнообразных табу ханжеской морали. Песни «Это», «Шпиономания», «Колумба из Америки», «Конгресс Страха», «Девочки», «Антиромантика», «Ёжик» (на стихи Александра Башлачёва), «Кошке хочется спать» (сочиненная Задерием вместе с Константином Кинчевым) звучали по всей стране. Позднее в репертуаре «Нате!» появились песни братьев Андрея и Сергея Селюниных, а также Сергея Наветного.
В 1988 году звукорежиссёр группы Сергей Логинов записал на студии группы «Фронт» материал, из которого были составлены альбомы «Не бойся» и «Этология».
Внутри группы возникли серьезные противоречия, которые частично провоцировал сам Задерий. Последний концерт затяжного тура по стране, триумфальное выступление на фестивале журнала «Авpopа» в сентябре 1989, стало последним для этого состава «Нате!».
В ноябре 1989 года Ошибченко на гитаре сменил Валерий Тушин. Через два месяца состав покинули Селюнин и Наветный, вступившие в состав психоделической группы «Кошкин дом», переехавшей в Ленинград из Одессы.
Задерий частично переключился на проект «Гамбринус», в состав которого вошли участники «Нате!» и «Кошкиного дома», а также лидер одесской группы «Бастион» Игорь Ганькевич, который в свою очередь некоторое время играл на гитаре в «Нате!». За клавишные вернулся Кондратенко, а новую pитм-секцию составили басист Вадим Снегирёв и ударник Михаил Лысенко.
В марте Ганькевич вернулся в Одессу, где через три месяца умер от сердечного приступа. Лысенко ушел в «Народном ополчении». Следующим барабанщиком «Нате!» стал Арсен Израилов, а бас-гитара поочерёдно доставалась Виноградову (Дубову), Малому и т. д., но вскоре Дубов ушёл в «АУ», а позже уехал в Германию. Малый оказался за решёткой.

### 1990-е
К лету 1990 группа распалась, не выдержав груза персональных проблем. Недолгое время Задерий и Израилов выступали вдвоём под две акустические гитары. На протяжении первой половины 90-х Задерий чаще выступал соло или дуэтом со своей спутницей Айгуль Бакировой. Он также собрал и распустил несколько недолговечных составов «Нате!». В 1991 Задерий принял участие в студийном проекте «Джазус Крест», в котором также приняли участие Игорь Спицын (гитара, вокал, клавиши), екатеринбургский автор-исполнитель Александр Холкин и альтист Иван Воропаев. Запись проводилась на студии «Титаник» в Петербурге. Сведением и продюсированием занимался лидер Звуков Му Пётр Мамонов. Официальное издание от Отделения «Выход» появилось в 1996 году.
В начале 1993 года сформировался новый состав «Нате!», в который вошли Задерий, Израилов, гитарист Андрей Сударушкин, басист Дмитрий Бациев и Алексей Сафронов, на гитаре и перкуссии. В апреле 1993 года «Нате!» выступила на Рок-чемпионате в Великом Новгороде. Были и другие выступления, но в целом этот период для группы не был активным. С 1994 по 1996 к составу присоединился клавишник Влад Спектр.
Осенью 1996 Задерий начал работу над собственным материалом на студии Андрея Тропилло. Чуть больше чем через год он записал свой сольный альбом «В Рок-н-рольном сите», в июне 1997 выступил на Питерском Рок-фестивале Театра ДДT, а затем на презентации альбома и переиздания альбома «Не бойся» в клубе «Black Dog».
Некоторое время коллектив назывался «Магна Матер» и кроме Задерия в ней играли гитарист Андрей Иванов, клавишник Александр Симиренко и басист Дмитрий Бациев.
В таком составе группа выступила в феврале 1998 в ДК им. Горького на концерте, посвященном десятилетию со дня смерти Александра Башлачёва. В тот же период Задерий записал студийные альбомы «Филантроп» и «Роза». Последний был издан фирмой Extraphone, с условием, что он выйдет под вывеской «Нате!».

### 2000-е
«Магна Матер» прекратила существование в начале 2000.
В Январе 2003 Задерий и гитарист Алексей Сафронов инициировали возвращение «Нате!» на сцену. К ним присоединились Олег Малой (бас) и Александр Троицкий (барабаны). Сохранилась одна запись этого состава — «Любовь — это наркотик» 2003 года.
В 2003—2005 Задерий выступал с разными музыкантами. В частности, в марте 2004 «Нате!» играла в клубе «Порт» на 44-й годовщине со дня рождения Андрея Панова. В начале 2005 Задерий занялся записью альбома-посвящения Александру Башлачёву, и памятными концертами в Петербурге и Москве.
В состав «Нате!» образца 2005 года вошли как старые коллеги Задерия: барабанщик Михаил Нефёдов, клавишник Андрей Селюнин, гитарист Алексей Сафронов, так и сравнительно новые в этой компании люди — гитарист Павел Васильев и басист Василий Соколов.
В 2007 году «Нате!» активно репетирует и готовится к записи альбома на студии Сергея Наветного и Сергея Логинова «Интерзвук». Планировалось записать хиты «Нате!» и ранней «Алисы», в том числе не записанные ранее.
Коллектив выступает в клубах Санкт-Петербурга («Манхеттен», Rocks, «Орландина», «Камчатка» и др.), а также на фестивале «Окна открой» с программой «Матриархат».
В 2009 году у Задерия случился первый инсульт. С тех пор он мало выходил из дома по медицинским показаниям. Планировавшиеся гастроли пришлось отменить, как и запись альбома.
6 мая 2011 года Святослав Задерий умер, и после его смерти «Нате!» официально прекратила свое существование.

### После 2011
Участники последнего состава «Нате!» несколько раз выступали с классическим репертуаром. Также песни группы звучали со сцены в исполнении групп Meinstream и «ГАФТ».
27 мая 2017 года «Нате!» в составе Алексея Сафронова, Сергея Селюнина, Василия Соколова, Павла Васильева и Ильи Ивахнова (барабаны) приняла участие в концерте памяти Александра Башлачева в клубе «Зал Ожидания». Вместо Задерия вокальную часть взял на себя Никита Матвеев из группы Никс.
В 2019 году несколько бывших участников «Нате!» начали работу над новым альбомом группы «Музыка для взрослых». Первый сингл «Конгресс страха» появился в сети 9 мая 2023.

## Участники
- Святослав Задерий – вокал, бас-гитара (1986-2011)
- Игорь Борисов – гитара (1986-1988)
- Дмитрий Бучин – ударные (1986-1987)
- Михаил Малин – бас, терменвокс (1986-1987)
- Алексей Пэйн – клавишные (1986-1987)
- Сергей Наветный – ударные (1987-1989)
- Михаил Виноградов (Дубов) – бас (1987-1988, 1990)
- Александр Журавлев – саксофон (1987)
- Павел Кондратенко – клавишные (1987-1988, 1990)
- Дмитрий Федоров  – саксофон (1987)
- Александр Ошибченко – гитара (1988-1989)
- Андрей Селюнин – клавишные (1988-1989, 2005-2011)
- Олег Малый – бас (1988-1990, 2003)
- Иван Воропаев – альт (1988, 1991, 1996)
- Валерий Тушин – гитара (1989)
- Игорь Ганькевич – гитара (1990)
- Вадим Снегирёв – бас (1990)
- Михаил Лысенко – барабаны (1990)
- Арсен Израилов – ударные, перкуссия (1990-1993)
- Алексей Сафронов – гитара, перкуссия (1993-1997, 2000-2011)
- Дмитрий Бациев – бас (1993)
- Андрей Сударушкин – гитара (1993)
- Влад Спектр – клавишные (1994-1996)
- Александр Симиренко – клавишные (1996-1998)
- Александр Троицкий – ударные (2003)
- Павел Васильев – гитара (2005-2011)
- Василий Соколов – бас (2005-2011)
- Михаил Нефёдов – ударные (2005-2011)
- Илья Ивахнов – барабаны

## Дискография
- Не бойся! (1989)
- Этология (1990)
- Джазус Крест (1991)
- В Рок-н-ролльном сите (1997) (сольный альбом Святослава Задерия)
- Филантроп (1997) (Магна Матер)
- Рок-н-ролл! (1999) (переиздание сольного альбома Святослава Задерия «В Рок-н-ролльном сите»)
- Роза (1999)
- Семь кругов беспокойного лада (2006) (песни Александра Башлачёва в исполнении рок-музыкантов Санкт-Петербурга)